# Rama Burshtein
Rama Burshtein (née en 1967 à New York) est une réalisatrice et scénariste américano-israélienne.

## Biographie
Rama Burshtein est la réalisatrice du film Le cœur a ses raisons en 2012.

## Filmographie
- 2012 : Le cœur a ses raisons
- 2016 : Laavor et hakir